# 大東亜決戦の歌
| 大東亜決戦の歌 （歌詞は不掲載、PDのメロディのみ掲載） お使いのブラウザーでは、音声再生がサポートされていません。音声ファイルをダウンロードをお試しください。 |

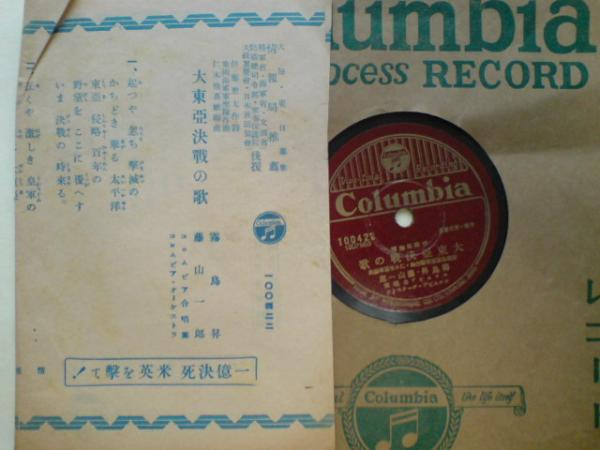
コロムビア盤

大東亜決戦の歌（だいとうあけっせんのうた）は1942年（昭和17年）3月にコロムビアレコードとビクターレコードから発売された戦時歌謡（軍国歌謡）で、東京日日新聞と大阪毎日新聞が募集した懸賞歌である。

## 製作
太平洋戦争（大東亜戦争）開戦翌日の1941年（昭和16年）12月9日に募集され、12月13日に締め切られた。なお当初の募集名称は「興国決戦の歌」であったが、「大東亜戦争」という名称が12月12日に定められた（閣議決定「大東亜戦争ト呼称ス」、大東亜戦争#経緯を参照）ことを受けて、同日付で募集名称が「大東亜決戦の歌」に変更されている。
関係各省、情報局、主催新聞社の文化部、および詩人の勝承夫と藤浦洸で応募作の選考を行い、コロムビアレコード社員の伊藤豊太の書いた詞を選出した。曲は海軍軍楽隊が作った。コロムビア盤の吹き込み歌手は霧島昇と藤山一郎、ビクター盤の吹き込み歌手は波岡惣一郎と柴田睦陸である。
曲の発表後には宣伝映画も作られた。映画の内容は、前半部がニュース映像と歌詞の字幕を交互に映すもので、後半部では曲に合わせた踊りが披露される。踊りの部分では「特別奉仕出演」と称して歌舞伎役者の市川猿之助（後の初代市川猿翁）・市川八百蔵・市川段四郎らが出演しており、踊りの振付は猿之助（初代猿翁）自身である。この宣伝映画のフィルムは初代猿翁の孫の二代目猿翁が遺した資料の中から2024年に発見された。

## 作詞・作曲者について

### 作詞者
歌詞の作詞者である伊藤豊太は当時日本コロムビアの社員で、歌人でもあった。1894年（明治27年）に生まれ、早稲田大学中退、海軍省事務官を経て日本コロムビアに勤務し、1973年（昭和48年）に死去した。『短歌人』の同人で、歌集に『相輪』がある。
伊藤は戦時中、『大東亜決戦の歌』以外にも軍歌や戦時詠の短歌を作っており、『軍歌 布哇大海戦』と題する詩や、樫村寛一の片翼帰還を詠んだ短歌（読売新聞の短歌コーナーに入選、選者は北原白秋）などを残している。伊藤は終戦を期にコロムビアを退職したが、これは戦時中の活動に対するけじめの意味があったのだろうと伊藤の娘は推測している。

### 作曲者
作曲者は海軍軍楽隊の団体名義となっているが、吹奏楽史研究家の谷村政次郎（元海上自衛隊東京音楽隊長）によれば、実際に作曲したのは海軍軍楽隊員の清水欣和（百田欣和）である。

## 派生曲など
片山正見の作曲した吹奏楽曲『行進曲 大東亜決戦』のトリオ（中間部）では、この『大東亜決戦の歌』のメロディが引用されている。
また流行歌研究家の長田暁二は、戦後の1968年に山本直純の作曲・出演でヒットした「森永エールチョコレート」のコマーシャルソング『大きいことはいいことだ』のメロディが、『大東亜決戦の歌』の5小節目から8小節目までの部分とよく似ていると指摘している。